# Natrofilita
La natrofilita es un mineral de la clase de los minerales fosfatos, y dentro de esta pertenece al llamado “grupo de la trifilita”. Fue descubierta en 1890 en una mina cerca de Redding en el condado de Fairfield, estado de Connecticut (EE. UU.), siendo nombrada así por tener sodio: natrium (sodio) y filos (amigo de).

## Características químicas
Es un fosfato de sodio y manganeso, que como todos los del grupo de la trifilita (LiFe2+PO4) al que pertenece es un fostato anhidro.
Es isoestructural con los minerales del grupo del olivino ((Mg,Fe)SiO4).

## Formación y yacimientos
Aparece en forma de granos embebidos en pegmatitas del tipo granito, reemplazando a la litiofilita.
Suele encontrarse asociado a otros minerales como: litiofilita, triploidita, eosforita, huréaulita, fairfieldita o Dickinsonita-(KMnNa).